# Imperfect Harmonies
Imperfect Harmonies é o segundo álbum de estúdio do artista solo americano/armênio Serj Tankian. O álbum foi lançado em 21 de setembro de 2010 através da Reprise Records e Serjical Strike Records.

## Lançamento e promoção
Imperfect Harmonies estava originalmente programado para ser lançado em 7 de setembro de 2010, mas tarde foi adiado por duas semanas até 21 de setembro. A fábrica de papel que Tankian selecionou para a impressão do livreto do álbum correu para fora do papel sem árvore e precisava de mais tempo para obter mais do material. O artista é ambientalmente consciente e pesquisou este tipo de trabalho por conta própria. Outros lançamentos de Tankian por usar o papel de árvore sem incluir as duas últimas edições de sua antiga banda
System of a Down e Elect the Dead.
A primeira música lançada fora do Imperfect Harmonies era "Borders Are...". A canção foi lançada em junho de 2010 como um download gratuito e também como um vídeo legendado online. Serj Tankian não teve qualquer envolvimento com o vídeo. Foi criado por George Tonikian como uma ferramenta promocional, Tankian por enquanto estava em turnê. Isto foi seguido pelo primeiro oficial single do álbum  "Left of Center". A canção foi lançada como um single em julho de 2010 e mais tarde foi lançado como um videoclipe em agosto de 2010. Estas duas primeiras músicas lançadas a partir de Imperfect Harmonies foram descritos por Tankian como sendo "as canções mais descaradamente político sobre o registro. Tudo é um pouco mais filosófica e ... mais abstrato.". Mais tarde, ele lançou "Disowned inc." na sua página da web, e também criou um jogo para descobrir partes da canção.

## Direção musical
Em 2009, Serj Tankian colaborou com a Auckland Philharmonia Orchestra da Nova Zelândia para executar uma versão sinfônica de Elect the Dead. Este emparelhamento resultou no álbum ao vivo Elect The Dead Symphony lançado em 2010. A experimentação da música de orquestra misturada com rock inspirou Tankian à explorar esta nova mistura. Além da música orquestral, Imperfect Harmonies tem influências de jazz e electronica. O conteúdo lírico é também mais escuro do que as músicas do Elect the Dead.

## Faixas
| N.º            | Título                          | Duração |  |
| 1.             | "Disowned Inc."                 | 4:07    |  |
| 2.             | "Borders Are"                   | 4:38    |  |
| 3.             | "Deserving?"                    | 4:05    |  |
| 4.             | "Beatus"                        | 4:41    |  |
| 5.             | "Reconstructive Demonstrations" | 5:04    |  |
| 6.             | "Electron"                      | 3:46    |  |
| 7.             | "Gate 21"                       | 2:43    |  |
| 8.             | "Yes, It's Genocide"            | 3:15    |  |
| 9.             | "Peace Be Revenged"             | 3:59    |  |
| 10.            | "Left of Center"                | 3:06    |  |
| 11.            | "Wings of Summer"               | 4:45    |  |
| Duração total: | Duração total:                  | 44:09   |  |

### Faixas bônus
iTunes (Deluxe Version)
1. "Goddamn Trigger" - 3:21
2. "Deserving?" (orquestral) - 4:08
3. "Peace Be Revenged" (orquestral) - 3:56

Limited Edition Version (Disco Bônus)
1. "Disowned Inc." (orquestral)
2. "Borders Are..." (orquestral)
3. "Deserving?" (orquestral)
4. "Beatus" (orquestral)
5. "Reconstructive Demonstrations" (orquestral)
6. "Peace Be Revenged" (orquestral)

Versão Japonesa
1. "Goddamn Trigger" - 3:20

Amazon.com (Deluxe Version)
1. "Deserving?" (orquestral) - 4:07
2. "Peace Be Revenged" (orquestral) - 3:56

Best Buy Version (Bonus DVD)
1. "Empty Walls" - 6:19
2. "Feed Us" - 4:37
3. "Unthinking Majority" - 3:46
4. "Lie Lie Lie" - 3:18
5. "Sky Is Over" - 2:44
6. "Beethoven's Cunt" - 8:49